# Diário da República
Diário da República (pol. Dziennik Republiki, skrót: DR, w wersji elektronicznej pod nazwą: Diário da República Eletrónico, DRE) – dziennik urzędowy Republiki Portugalii wydawany od 1976 roku, który zastąpił wychodzący od 1869 roku Diário do Governo. 

## Historia
Za pierwszy portugalski dziennik urzędowy uznaje się wydaną w 1715 roku Gazeta de Lisboa. W 1762 roku wydawanie gazety zostało zabronione przez pierwszego ministra Portugalii Sebastião José de Carvalho e Melo znanego później jako Markiz de Pombal. Gazetę wznowiono dopiero w sierpniu 1778 roku, kiedy w Portugalii rządził już Aires de Sá e Melo. Od tego czasu gazeta drukowana była w Drukarni Królewskiej, której rolę w 1820 roku przejęła Drukarnia Narodowa. W tym też roku w okresie od 16 września do 31 grudnia jednocześnie drukowane były dwie gazety urzędowe jednocześnie: Gazeta de Lisboa i Diário do Governo, które 1 stycznia 1821 połączono pod nazwą Diário do Governo. W 1972 roku Drukarnia Narodowa została połączona z Mennicą tworząc spółkę Imprensa Nacional-Casa da Moeda, która przejęła obowiązek drukowania dziennika .
Po zamachu stanu w 1974 roku i obaleniu dyktatury przyjęto nową Konstytucję Portugalii, na mocy której dziennik urzędowy otrzymał obowiązującą do dziś nazwę Diário da República.

### Tytuły
Portugalski dziennik urzędowy wychodził pod różnymi tytułami w zależności od okresu :
- 1715-1718 – Gazeta de Lisboa,
- 1718-1741 – Gazeta de Lisboa Ocidental,
- 1741-1762 – Gazeta de Lisboa,
- 1778-1820 – Gazeta de Lisboa,
- 1820-1821 – Diário do Governo,
- 1821 – Diário da Regência,
- 1821-1823 – Diário do Governo,
- 1823-1833 – Gazeta de Lisboa,
- 1833–1834 – Crónica Constitucional de Lisboa,
- 1934 – Gazeta Oficial do Governo,
- 1834 – Gazeta do Governo,
- 1835-1859 – Diário do Governo,
- 1860-1868 – Diário de Lisboa,
- 1869-1976 – Diário do Governo,
- od 1976 – Diário da República.

## Zawartość
Zgodnie z Konstytucją Portugalii w Diário da República publikowane są wszelkie akty prawa, a ich nieopublikowanie w dzienniku powoduje ich bezskuteczność. W szczególności w Diário da República publikowane są ustawy konstytucyjne, umowy międzynarodowe wraz z oświadczeniami ich ratyfikacji i innymi ich dotyczącymi, ustawy, dekrety z mocą ustawy oraz regionalne dekrety ustawodawcze, dekrety Prezydenta Republiki, uchwały Zgromadzenia Republiki i Zgromadzeń Ustawodawczych regionów autonomicznych, regulaminy Zgromadzenia Republiki, Rady Państwa i Zgromadzeń Ustawodawczych regionów autonomicznych, orzeczenia Trybunału Konstytucyjnego, dekrety i inne akty wydane przez Rząd, dekrety Przedstawicieli Republiki, a także wyniki wyborów do organów ogólnokrajowych i regionów autonomicznych oraz referendów krajowych i regionalnych. Dziennik wydawany jest w dwóch seriach.
W 1. serii Diário da República publikowane są:
- ustawy konstytucyjne[3],
- umowy międzynarodowe, oświadczenia w sprawie ich ratyfikacji oraz inne oświadczenia ich dotyczące[4],
- ustawy organiczne, ustawy, dekrety z mocą ustawy oraz regionalne dekrety ustawodawcze[5],
- dekrety Prezydenta Republiki[6],
- uchwały Zgromadzenia Republiki[7],
- dekrety Przedstawicieli Republiki w sprawie powołania lub odwołania Przewodniczących oraz członków Rządów Regionalnych regionów autonomicznych[8],
- regulaminy Zgromadzenia Republiki, Rady Państwa i Zgromadzeń Ustawodawczych regionów autonomicznych[9],
- orzeczenia Trybunału Konstytucyjnego[10],
- orzeczenia Najwyższego Trybunału Sprawiedliwości, Trybunału Obrachunkowego i Najwyższego Trybunału Administracyjnego standaryzujące orzecznictwo[11],
- wyniki referendów, wyborów na urząd Prezydenta Republiki, do Zgromadzenia Republiki, Zgromadzeń Ustawodawczych regionów autonomicznych i Parlamentu Europejskiego[12],
- orędzie Prezydenta Republiki, w którym zrzeka się urzędu[13]
- wnioski o odrzucenie Programu Rządu[14],
- opinie Rady Stanu[15]
- dekrety rządu[16]
- uchwały Rady Ministrów i rozporządzenia zawierające przepisy ogólne[17],
- uchwały Zgromadzeń Ustawodawczych regionów autonomicznych oraz regionalne dekrety wykonawcze[18],
- orzeczenia innych sądów, których publikacja w Diário da República wymagana jest przez prawo[19],
- oświadczenia rezygnacji lub utraty mandatu deputowanego do Zgromadzenia Republiki lub Zgromadzenia Ustawodawczego regionów autonomicznych[20];

zaś w 2. serii Diário da República publikowane są:
- ministerialne rozporządzenia wykonawcze[21],
- wyniki wyborów do samorządu terytorialnego[22],
- budżety służb państwowych[23].